# 祖師野八幡宮
祖師野八幡宮(そしのはちまんぐう)は岐阜県下呂市にある神社である。源義平と郡上おどりにゆかりのある神社である。

## 祭神
- 応神天皇
- 天照大神
- 伊弉冉尊
- 猿田彦命
- 軻遇突知神
- 素盞嗚尊

## 歴史
神社創建以前の平治元年(1159年)に平治の乱で敗れた源義平が当地で非道の振る舞いをしていた大狒々を退治したと伝わる。
その後、養和元年(1181年)に飛騨国益田郡門原村(現・下呂市門原)に住んでいた田口左近光員がその遺徳を偲び、美濃国郡上郡16村、飛騨国益田郡4村の鎮守として鎌倉鶴岡八幡宮から勧請したのが始まりである。
郡上郡並びに益田郡の住民の崇敬を集め、江戸時代には神社拝殿で踊りが奉納されていた。郡上踊りにはそのことを物語る歌詞があり、現在でも歌い継がれている。
大狒々が巣くっていたと伝わる岩屋岩蔭遺跡にあった妙見神社が岩屋ダムの建設に伴い水没するのを避けるため昭和47年(1972年)に合祀されている。それに伴い、妙見神社の旧所在地が祖師野八幡宮の飛び地境内地となっている。
神社本殿は元禄8年(1695年)に建てられたと推定され、幣殿及び拝殿とともに岐阜県重要文化財となっている。また、宝物として源義平が狒々退治に用いたとされる刀剣、祖師野丸(伝安綱作)を所蔵し、懸仏や鎌倉時代作の木造狛犬も県重要文化財に指定されている。
その他、祖師野八幡宮の社叢は11月に開花する霜月ざくらやスギやヒノキの古木が多く、岐阜県の天然記念物に指定されている。

## 現地情報
所在地
- 岐阜県下呂市金山町祖師野字茅野223番地

交通アクセス
- JR高山本線飛騨金山駅下車、げろバス金山・東線で祖師野上バス停下車すぐ。同駅からタクシーも利用可能。
- 国道41号下妙見町交差点より岐阜県道86号金山明宝線に入り約15分。
- 濃飛横断自動車道金山インターチェンジから市道に入り約5分。